# Агнес II фон Брауншвайг-Люнебург
Агнес II фон Брауншвайг-Люнебург-Волфенбютел (на немски: Agnes II von Braunschweig-Lüneburg-Wolfenbuttel; * пр. 1356; † между 1 август 1430 и 22 декември 1434) от род Велфи (клон Стар Дом Брауншвайг), е принцеса от Брауншвайг-Люнебург и Волфенбютел и чрез женитби графиня на Мансфелд, херцогиня на Померания-Волгаст и Мекленбург и от 1364 г. кралица на Швеция.

## Произход
Дъщеря е на херцог Магнус II († 1373) и съпругата му принцеса Катарина фон Анхалт-Бернбург († 1390), дъщеря на княз Бернхард III († 1348) и Агнес фон Саксония-Витенберг († 1338).

## Бракове
Агнес II фон Брауншвайг се омъжва три пъти. През 1366 г. се омъжва за граф Бурхард VIII фон Мансфелд († сл. 19 март 1389). За втори път се омъжва през 1389 или на 7 февруари 1391 г. в Целе за херцог Богислав VI от Померания-Волгаст (* ок. 1350; † 7 март 1393). Тя е втората му съпруга.
Агнес II се омъжва трети път на 12/13 февруари 1396 г. за херцог Албрехт III фон Мекленбург (* ок. 1338; † 1 март 1412), който от 1364 до 1389 г., като Албрехт II, е крал на Швеция, и от 1384 г. до смъртта си херцог на Мекленбург. Тя е втората му съпруга.
Агнес II умира между 1 август 1430 и 22 декември 1434 г. и е погребана в Гадебуш в Мекленбург-Предна Померания.

## Деца
От първия брак с граф Бурхард VIII фон Мансфелд има една дъщеря:
- Мехтилд (Матилда) фон Мансфелд (* ок. 1375; † 1447), омъжена ок. 1392 г./сл. 13 юли 1393 г. за граф Фридрих XIV фон Байхлинген († 12 юни 1426, убит в битката при Аусиг), родители на:
  - Фридрих III фон Байхлинген, архиепископ на Магдебург († 1464).

От втория брак с херцог Богислав VI вероятно има една дъщеря:
- София Померанска († ок. 20 март 1408), омъжена I. на 10/15 февруари 1396 г. за шведския принц Ерик I фон Мекленбург-Готланд († 26 юли 1397), II. ок. 7 април 1398 г. за принц Николаус V фон Верле-Варен († сл. 21 януари 1408)

От третия брак с херцог Албрехт III фон Мекленбург има един син:
- Албрехт V фон Мекленбург (* 1397; † 1 юни/6 декември 1423), херцог на Мекленбург от 1412 г., женен 1423 г. за маркграфиня Маргарета фон Бранденбург († 1465)